# 杜洛周
杜洛周（？—528年），高车族，胡名吐斤洛周。北魏柔玄镇（今内蒙古兴和县西北）的镇兵，河北起事领袖之一。

## 生平
沃野镇民破六韩拔陵领导的六镇之乱失败后，北魏朝廷将起事的二十万人分散到冀州、定州和瀛州（今河北河间）就食。孝昌元年（525年）秋，杜洛周率众在上谷（今河北怀来）起事，年号真王，即北魏末年河北起义，得到六镇余众的拥护，高欢因此投奔，后离开。次年，攻克幽州，击败魏幽州刺史常景和幽州都督元谭，俘虏了常景。与鲜于修礼起事军互相呼应。武泰元年（528年）正月，又攻克定州，俘虏了刺史杨津。二月，杜洛周被葛荣偷袭杀死，部众被葛荣兼併。